# 3872 Акірафудзі
3872 Акірафудзі (1983 AV, 1931 AY, 3872 Akirafujii) — астероїд головного поясу, відкритий 12 січня 1983 року.
Тіссеранів параметр щодо Юпітера — 3,320.